# Merced (Kalifornie)
Merced je město v okresu Merced County ve státě Kalifornie ve Spojených státech amerických. Leží v San Joaquin Valley nedaleko řeky Merced. Je známý také jako Gateway to Yosemite, přičemž se nachází asi 2 hodiny cesty od Yosemitského národního parku. Nedaleko města se rovněž nachází Merced Regional Airport.
K roku 2020 zde žilo 86 333 obyvatel. S celkovou rozlohou 60 km² byla hustota zalidnění 1 433 obyvatel na km². K roku 2010 tvořili většinu obyvatel Američané hispánského a latinskoamerického původu. První pobočka pošty ve městě otevřela v roce 1870. V roce 1889 se Merced oficiálně stal městem. Během druhé světové války byli ve městě nuceni pracovat Američané japonského původu. V roce 2005 ve městě otevřela pobočku Kalifornská univerzita. Město se nachází v oblasti se studeným semiaridním podnebím. 